# Eischoll
Eischoll é uma comuna da Suíça, no Cantão Valais, com cerca de 518 habitantes. Estende-se por uma área de 13,75 km², de densidade populacional de 38 hab/km². Confina com as seguintes comunas: Ergisch, Niedergesteln, Turtmann, Unterbäch. 
A língua oficial nesta comuna é o Alemão.